# Пащенко, Алексей Сергеевич
Алексей Сергеевич Пащенко (9 октября 1985, Бобровка, Алтайский край, РСФСР, СССР — 8 января 2023, Двуречное, Украина) — российский военнослужащий, старший лейтенант. Герой Российской Федерации (посмертно, 2023).

## Биография
Родился 9 октября 1985 года в селе Бобровка Шипуновского района Алтайского края.
В 1992—2003 годах учился в Шипуновской средней общеобразовательной школе им. А. В. Луначарского.
Зимой 2003 года был призван на срочную военную службу, которую проходил в течение двух лет на Северном флоте, в десантно-штурмовом батальоне 61-й отдельной бригады морской пехоты в посёлке Спутник Печенгского района Мурманской области. По окончании срочной перешёл на контрактную службу в той же бригаде, в звании старшего матроса. С 2003—2006 год Пащенко служил в Вооружённых силах Российской Федерации. После демобилизации работал пожарным в посёлке городского типа Лебяжье. Посёлок расположен на автодороге 41А-007 (Санкт-Петербург — Ручьи), к западу от города Ломоносов и к востоку от города Сосновый Бор. Обучался в Новосибирском военном институте МВД. С 2011 года Пожарный 57-й пожарной части, ФГКУ «37 отряд федеральной противопожарной службы по Ленинградской области». В 2006 году по направлению воинской части поступил в Новосибирское высшее военное командное училище, где обучался по специальности «применение войсковой разведки». После окончания училища в 2011 году проходил службу в должности командира разведывательной роты разведывательного батальона 33-й отдельной бригады оперативного назначения внутренних войск МВД России в посёлке Лебяжье, Ломоносовского района Ленинградской области). Некоторое время спустя уволился в запас, работал в Ленинградской области начальником пожарно-спасательной части в системе МЧС России, затем старшим инспектором в ООО «РЖД-Транспортная безопасность».
Летом 2022 года подписал контракт с Министерством обороны и принял участие в российском вторжении на Украину, поступив на службу в 138 гв. омсбр. в должности заместителя командира роты. В течение года принимал участие в боевых действиях.
Погиб 8 января 2023 года. Похоронен 3 февраля 2023 года на родине села Бобровка Шипуновского района.

## Участие в выборах
- Выборы депутатов Оржицкого сельского поселения (2014 года). Округ 1. Представлял на выборах партию ЛДПР. Избран не был.
- Выборы депутатов Лебяженского городского поселения Ленинградской области. Округ 3. Представлял на выборах партию ЛДПР. Утратил статус избранного кандидата.

## Звания и награды
- Герой Российской Федерации (Указом Президента Российской Федерации («закрытым») от 13 июля 2023 года за мужество и героизм, проявленные при исполнении воинского долга, старшему лейтенанту Пащенко Алексею Сергеевичу присвоено звание Героя Российской Федерации (посмертно)). Медаль «Золотая Звезда» была передана его семье 2 августа 2023 года в Смольном губернатором Санкт-Петербурга А. Д. Бегловым.
- Орден Мужества (14.02.2023)
- Другие медали

## Память
- Мемориальная доска установлена в Шипуновском районном парке культуры и отдыха на памятном знаке Военно-морскому флоту (2023).